# دراغون بول زيت: أتاك أوف ذا ساينز
دراغون بول زيت: أتاك أوف ذا ساينز (بالإنجليزية: Dragon Ball Z: Attack of the Saiyans)‏ و (باليابانية: ドラゴンボール改 サイヤ人来襲) هي لعبة فيديو تم إنتاجها في سنة 2009 وقد تم تطويرها عن طريق شركة مونوليث سوفت ونامكو لجهاز نينتندو دي أس، اللعبة مبنية أحداثها على أنمي ومانغا دراغون بول زد. بعد طرحها بشهر حققت اللعبة ثالث أعلى مبيعات في اليابان.